# Миколаїв (протичовновий корабель)
«Нікола́єв» — великий протичовновий корабель проєкту 1134Б (шифр «Беркут-Б», англ. Kara class за класифікацією НАТО) ВМФ СРСР названий на честь міста корабелів Миколаєва.

## Історія

### Будівництво
Закладка корабля відбулася 25 червня 1968 року а на суднобудівному заводі імені 61-го комунара в Миколаєві.
13 серпня 1969 ріку корабель був зарахований до списку кораблів ВМФ СРСР і 19 грудня того ж року спущений на воду. 31 грудня 1971 року введений в експлуатацію, 8 лютого 1972 року включений до складу 30-ї дивізії надводних кораблів Чорноморського флоту.

### Бойова служба
Перший вихід корабля за межі Чорного моря відбувся 1 березня 1973 року. Корабель проходив випробування в Середземному морі, в Атлантиці, здійснив ряд ділових заходів в іноземні порти. В кінці вересня — початку жовтня надавав допомогу Єгипту в ході арабо-ізраїльського конфлікту. Корабель повернувся до Севастополя в листопаді того ж року.
9 квітня 1984 року корабель був переведений до складу Тихоокеанського флоту.
Після зіткнення в Японському морі з ВПК «Строгий» у липні 1986 року, 11 листопада 1987 року корабель був поставлений на капітальний ремонт в Миколаєві, який після розпаду СРСР так і не закінчився. 29 жовтня 1992 року ВПК «Ніколаєв» був виключений зі складу ВМФ, 31 грудня того ж року розформований і 10 серпня 1994 року відправлений на буксирі в Індію для розділки на метал.